# Ясмін Латовлевич
Ясмін Латовлевич (рум. Iasmin Latovlevici, нар. 11 травня 1986, Молдова-Ноуе) — румунський футболіст, захисник турецького «Бурсаспора». 
Виступав, зокрема, за клуби «Тімішоара» та «Стяуа», а також національну збірну Румунії.
Володар Кубка Румунії. Чемпіон Румунії.

## Клубна кар'єра
У дорослому футболі дебютував 2005 року виступами за команду клубу «ЧФР Тімішоара», в якій провів один сезон, взявши участь у 14 матчах чемпіонату.
Своєю грою за цю команду привернув увагу представників тренерського штабу клубу «Тімішоара», до складу якого приєднався наступного ж року. Відіграв за тімішоарську команду наступні чотири сезони своєї ігрової кар'єри.
У 2010 році захищав кольори команди клубу «Глорія» (Бистриця).
До складу клубу «Стяуа» приєднався того ж року. Наразі встиг відіграти за бухарестську команду 80 матчів в національному чемпіонаті.

## Виступи за збірні
Протягом 2006–2008 років залучався до складу молодіжної збірної Румунії. На молодіжному рівні зіграв у 8 офіційних матчах.
2011 року дебютував в офіційних матчах у складі національної збірної Румунії. Наразі провів у формі головної команди країни 13 матчів.
| Дата       | Місто            | Господарі | Результат | Гості      | Турнір            | Голи | Примітки |
| ---------- | ---------------- | --------- | --------- | ---------- | ----------------- | ---- | -------- |
| 07-06-2011 | Сан-Паулу        | Бразилія  | 1 – 0     | Румунія    | товариський матч  | -    |          |
| 11-06-2011 | Асунсьйон        | Парагвай  | 2 – 0     | Румунія    | товариський матч  | -    |          |
| 11-10-2011 | Тирана           | Албанія   | 1 – 1     | Румунія    | Відбір до ЧЄ 2012 | -    |          |
| 29-02-2012 | Бухарест         | Румунія   | 1 – 1     | Уругвай    | товариський матч  | -    | 62'      |
| 15-08-2012 | Любляна          | Словенія  | 4 – 3     | Румунія    | товариський матч  | -    | 80'      |
| 14-11-2012 | Бухарест         | Румунія   | 2 – 1     | Бельгія    | товариський матч  | -    | 69'      |
| 14-08-2013 | Бухарест         | Румунія   | 1 – 1     | Словаччина | товариський матч  | -    |          |
| 11-10-2013 | Андорра-ла-Велья | Андорра   | 0 – 4     | Румунія    | Відбір до ЧС 2014 | -    |          |
| 19-11-2013 | Бухарест         | Румунія   | 1 – 1     | Греція     | Відбір до ЧС 2014 | -    | 26'      |
| 08-10-2016 | Єреван           | Вірменія  | 0 – 5     | Румунія    | Відбір до ЧС 2018 | -    |          |
| 15-11-2016 | Грозний          | Росія     | 1 – 0     | Румунія    | товариський матч  | -    | 66'      |
| 26-03-2017 | Клуж-Напока      | Румунія   | 0 – 0     | Данія      | Відбір до ЧС 2018 | -    | 76'      |
| 10-06-2017 | Варшава          | Польща    | 3 – 1     | Румунія    | Відбір до ЧС 2018 | -    | 60'      |
| Усього     |                  | Матчів    | 13        |            | Голів             | 0    |          |

## Титули і досягнення
- Чемпіон Румунії (4):

«Стяуа»: 2012-13, 2013-14, 2014-15
ЧФР (Клуж-Напока): 2020-21
- Володар Суперкубка Румунії (2):

«Стяуа»: 2013
ЧФР (Клуж-Напока): 2020
- Володар Кубка Румунії (2):

«Стяуа»: 2010-11, 2014-15
- Володар Кубка румунської ліги (1):

«Стяуа»: 2014-15
- Чемпіон Туреччини (1):

«Галатасарай»: 2017-18